# Rabah Naït Oufella

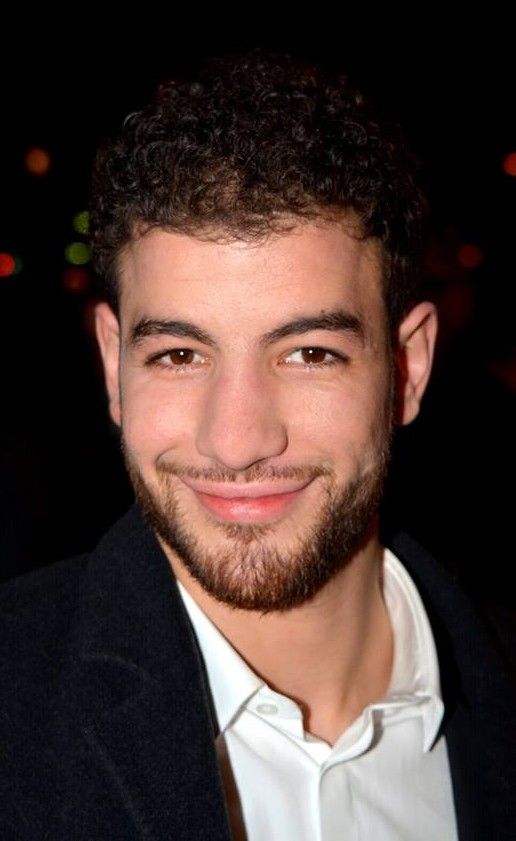
Rabah Naït Oufella bei der Nominierung im Rahmen des César 2018

Rabah Naït Oufella (* 1992 in Paris) ist ein französischer Schauspieler algerischer Herkunft.

## Leben
Sein Debüt gab Naït Oufella 2008 in Laurent Cantets Literaturverfilmung Die Klasse. Seither trat er regelmäßig in Kurzfilmen und weiteren Kinoproduktionen auf.
2016 übernahm er an der Seite von Garance Marillier eine größere Rolle in Julia Ducournaus Horrorfilm Raw, der seine Premiere bei den Filmfestspielen von Cannes 2016 feierte.

## Filmografie (Auswahl)
- 2008: Die Klasse (Entre les murs)
- 2009: Au voleur
- 2011: Un mauvais père (Kurzfilm)
- 2012: Loki dort (Kurzfilm)
- 2013: Un p’tit gars de Ménilmontant
- 2014: Mädchenbande (Bande de filles)
- 2014: Le miel est plus doux que le sang (Kurzfilm)
- 2014: Papa Was Not a Rolling Stone
- 2014: Journée d’appel (Kurzfilm)
- 2015: Ghettotube (Kurzfilm)
- 2015: Des Apaches
- 2015: Im Auge des Wolfes (Braqueurs)
- 2015: Un métier bien (Kurzfilm)
- 2016: Raw (Grave)
- 2016: Nocturama
- 2016: Lieber leben (Patients)
- 2020: Ibrahim